# Ardisia myristifolia
Ardisia myristifolia là một loài thực vật có hoa trong họ Kim ngân. Loài này được Blume miêu tả khoa học đầu tiên năm 1867.